# Martin Verkerk
Martin Verkerk (Leiderdorp, Països Baixos, 31 d'octubre de 1978) és un tennista holandès retirat. Sent quasi un desconegut arribà fins a la Final del Roland Garros del 2003 en la qual perdé contra el valencià Juan Carlos Ferrero, derrotant a grans aspirants al títol com Carles Moyà i Guillermo Coria.

## Torneigs de Grand Slam

### Individual: 1 (0−1)
| Resultat  | Núm. | Any  | Torneig       | Oponent             | Marcador      |
| --------- | ---- | ---- | ------------- | ------------------- | ------------- |
| Finalista | 1.   | 2003 | Roland Garros | Juan Carlos Ferrero | 1−6, 3−6, 2−6 |

## Palmarès: 2 (2−0)

### Individual: 4 (2−2)
| Llegenda (pre/post 2009)                                 |
| -------------------------------------------------------- |
| Grand Slams (0−1)                                        |
| Tennis Masters Cup / ATP Finals (0−0)                    |
| ATP Masters Series / ATP World Tour Masters 1000 (0−0)   |
| ATP International Series Gold / ATP World Tour 500 (0−0) |
| ATP International Series / ATP World Tour 250 (2−1)      |

| Títols per superfície |
| --------------------- |
| Dura (0−0)            |
| Gespa (0−0)           |
| Terra batuda (1−2)    |
| Moqueta (1−0)         |

| Resultat  | Núm. | Data                 | Torneig                   | Superfície   | Oponent en la final | Marcador         |
| --------- | ---- | -------------------- | ------------------------- | ------------ | ------------------- | ---------------- |
| Guanyador | 1.   | 27 de gener de 2003  | Milà, Itàlia              | Moqueta (i)  | Ievgueni Kàfelnikov | 6−4, 5−7, 7−5    |
| Finalista | 1.   | 27 de maig de 2003   | Roland Garros, França     | Terra batuda | Juan Carlos Ferrero | 1−6, 3−6, 2−6    |
| Finalista | 2.   | 1 de maig de 2004    | Múnic, Alemanya           | Terra batuda | Nikolai Davidenko   | 4−6, 5−7         |
| Guanyador | 2.   | 12 de juliol de 2004 | Amersfoort, Països Baixos | Terra batuda | Fernando González   | 7−6(5), 4−6, 6−4 |

### Dobles: 2 (0−2)
| Llegenda (pre/post 2009)                                 |
| -------------------------------------------------------- |
| Grand Slams (0−0)                                        |
| Tennis Masters Cup / ATP Finals (0−0)                    |
| ATP Masters Series / ATP World Tour Masters 1000 (0−0)   |
| ATP International Series Gold / ATP World Tour 500 (0−0) |
| ATP International Series / ATP World Tour 250 (0−2)      |

| Títols per superfície |
| --------------------- |
| Dura (0−2)            |
| Gespa (0−0)           |
| Terra batuda (0−0)    |

| Resultat  | Núm. | Data                  | Torneig                    | Superfície | Parella        | Oponents en la final        | Marcador      |
| --------- | ---- | --------------------- | -------------------------- | ---------- | -------------- | --------------------------- | ------------- |
| Finalista | 1.   | 9 de setembre de 2002 | Taixkent, Uzbekistan       | Dura       | Raemon Sluiter | David Adams Robbie Koenig   | 2−6, 5−7      |
| Finalista | 2.   | 3 de març de 2003     | Delray Beach, Estats Units | Dura       | Raemon Sluiter | Leander Paes Nenad Zimonjić | 5−7, 6−3, 5−7 |

## Trajectòria

### Individual
| Open d'Austràlia | A   | Q    | R1    | R1    | A   | A    | A   | A   | 0 / 2   | 0 – 2   |
| Roland Garros | A   | Q    | F     | 3R    | A   | A    | 1R  | A   | 0 / 3   | 8 – 3   |
| Wimbledon | A   | A    | 1R    | 2R    | A   | A    | A   | A   | 0 / 2   | 1 – 2   |
| US Open | A   | 1R   | 2R    | A     | A   | A    | A   | A   | 0 / 2   | 1 – 2   |
| Total Victòries–Derrotes                                                                                                   | 0−1 | 7−11 | 25−25 | 26−19 | 0−0 | 0−0  | 0−9 | 0−3 | 59 – 70 | 59 – 70 |
| Rànquing a final d'any | 161 | 86   | 19    | 55    | –   | 1540 | 678 | 263 |         |         |
| Llegenda: G: Guanyador; F: Finalista; SF: Semifinalista; QF: Quarts de final; Q: Qualificació; A: Absent; RR: Round Robin; |     |      |       |       |     |      |     |     |         |         |